# Douglas Southall Freeman
Pour les articles homonymes, voir Southall et Freeman.
Douglas Southall Freeman, né le 16 mai 1886 à Lynchburg et mort le 13 juin 1953 à Richmond, est un historien, biographe et journaliste américain.
Il est surtout connu pour ses biographies de Robert Lee et George Washington, pour lesquelles il a reçu deux prix Pulitzer de la biographie ou de l'autobiographie.

## Biographie
Fils d'un courtier en assurance qui avait servi sous les ordres du général Lee pendant la guerre de Sécession, Freeman manifesta dès l'enfance un intérêt passionné pour l’histoire des États du Sud. À Lynchburg, sa famille avait pour voisin le général confédéré Early. Elle déménagea à Richmond (Virginie) en 1892 dans Monument Avenue, où l'on venait d'ériger un monument à la gloire des généraux Robert E. Lee, J.E.B. Stuart et Thomas "Stonewall" Jackson.
Freeman obtint sa licence ès Lettres à Richmond College (1904), puis soutint sa thèse de doctorat en histoire à l'Université Johns Hopkins de Baltimore en 1908. Faute de trouver un poste à l'université, il travailla d'abord pour le Richmond Times-Dispatch (1909), avant de devenir rédacteur en chef du Richmond News Leader (1915), poste qu'il conserva jusqu'à sa retraite.